# Trypetisoma lidgbirdense
Trypetisoma lidgbirdense är en tvåvingeart som beskrevs av Kim 1994. Trypetisoma lidgbirdense ingår i släktet Trypetisoma och familjen lövflugor. Inga underarter finns listade i Catalogue of Life.